# Pastebin.com

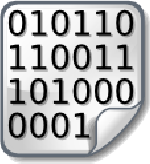
Logo von Pastebin - Webanwendung zur Veröffentlichung von Texten

Pastebin.com ist eine Pastebin-Website. Sie wurde 2002 von Paul Dixon gegründet und erreichte acht Jahre später, im Jahr 2010, 1 Million aktive Pastebins (ohne Spam und abgelaufene Pastebins).

## Geschichte
Im Oktober 2011 überschritt die Zahl der aktiven Pastes 10 Millionen. Im Juli 2012 twitterten die Eigentümer von Pastebin.com, dass sie bereits die Marke von 20 Millionen aktiven Pastes überschritten hatten. Am 9. Juni 2015 gaben sie bekannt, dass sie 65 Millionen aktive Pastes erreicht haben. Sie erwähnten auch, dass etwa 75 % der Pastes entweder nicht aufgelistet oder privat sind.
Während der venezolanischen Proteste 2014 wurde Pastebin.com von der Regierung des Landes als eine der Seiten gesperrt, auf denen Aktivisten Informationen austauschten.
Im Jahr 2015 erreichte Pastebin.com 95 Millionen aktive Pastes und mehr als 2 Millionen Mitglieder.
Im April 2020 entfernte Pastebin.com die eingebaute Suchfunktion und schränkte seine Web-Scraping-API ein, auch für zahlende Abonnenten von Pastebin Pro auf Lebenszeit. Als zusätzliche Maßnahme zur Verhinderung von Spam werden Pastes von nicht eingeloggten Nutzern aus der Liste der letzten Pastes, die in der Seitenleiste der Website sichtbar ist, ausgeblendet.
Im September 2020 wurde die Website um zwei neue Funktionen erweitert. Die Nutzer können die Pastes mit einem Passwort schützen und verlangen, dass die Pastes sofort gelöscht werden, sobald sie angezeigt werden.
Pastebin.com ist eine beliebte Quelle für .onion-Links aus dem Dark Web.